# Fête païenne

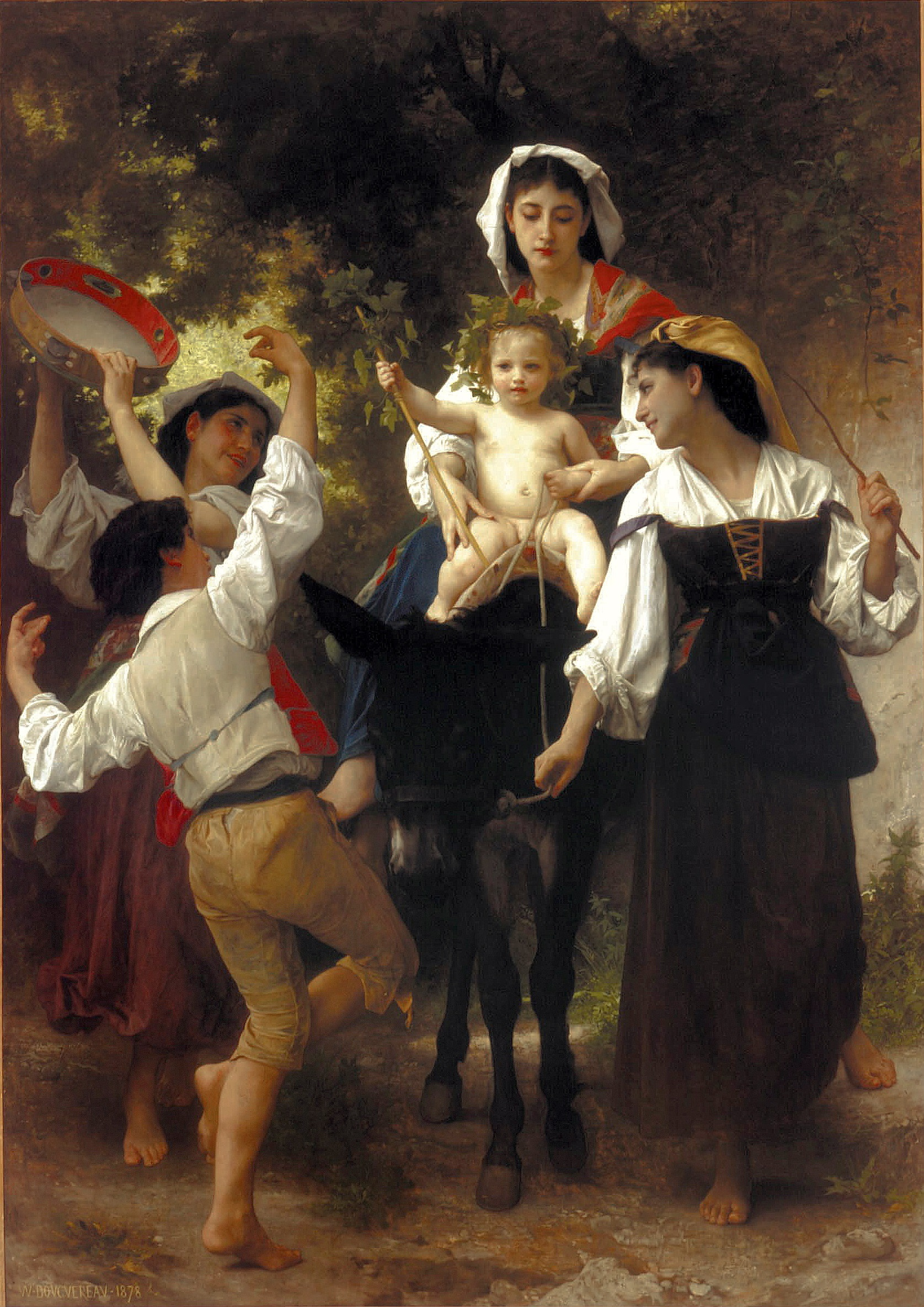
Le Retour des moissons, peinture bucolique aux accents allégoriques, thème principal du peintre William Bouguereau (XIXe siècle).

Une fête païenne est une fête liée à une célébration particulière d'un calendrier de tradition païenne, même purement orale, qui peut être liée à un dieu, par exemple tutélaire, ou destinée à marquer un événement naturel saisonnier, météorologique ou astronomique particulier.

## Fêtes des cycles naturels
Certaines fêtes sont liées à la fin des grands travaux de récolte, et permettent de célébrer dans l'opulence les greniers à nouveau remplis. Il peut s'agir d'accueillir aussi la lumière renaissante (Imbolc le 2 février) ou célébrer la fertilité (Beltaine 1er mai).

### Célébration de l’Équinoxe de printemps
Différentes survivances des célébrations de l'Équinoxe de printemps, autour du 21 mars, ont existé ou subsistent de nos jours. Feux de joie ou noyade de lumière de cette époque, dont les usages s'en manifestent sous des formes très variées mais précèdent de la même pensée initiale: la libération de l'obscurité hivernale par exemple en mettant en scène des moyens d'éclairage artificiel (bougie, lampe à huile ou lanterne symbolisées) dont on se débarrasse par noyade. On trouve aussi des usages liés à un gâteau que l'on offre à une divinité et encore à un mannequin de paille que l'on brûle ou précipite à l'eau afin de « détruire l'hiver ».

#### En France
À Aubusson, les ouvriers tapissiers jetaient les « veillées à l'eau » en faisant flotter au fil de l'eau un petit bateau ou une planche garnie de chandelles allumées. Une fois les lumières disparues à l'horizon, les veillées étaient considérées comme terminées et l'assemblée fêtait cet événement par de copieuses libations. Cette coutume persista jusqu'en 1914. En Moselle, à Metz et dans les environs, les enfants font flotter des coquilles de noix garnies de mèches imprégnées d'huile et allumées, en les accompagnant de l'air du Il était un petit navire. Dans les Ardennes, c'est un sabot chaussé d'une chandelle que l'on désigne par l'expression « mettre à l'eau le piton » ou « noyer le couperon », le couperon étant la lanterne à huile des soirs d'hiver. Dans la Marne, à Châlons-sur-Marne (aujourd'hui Châlons en Champagne) c'est dans le quartier des tanneries, du pont Putte Savate, que les ouvriers et apprentis tentaient d'éteindre, au moyen de cailloux, des chandelles allumées dans des sabots flottant sur le canal du Mau que cela se déroulait. À Gérardmer et à Fraize dans les Vosges, le 11 mars au soir, on sculptait dans une grosse rave une tête de mort que l'on illuminait intérieurement et, le jour précédant l'ultime veillée de la saison, on l'installait sur une fontaine où les jeunes gens s'escrimaient à la faire choir avant d'avoir reçu le seau d'eau que des gardiens invisibles et placés à l'affût, réservaient aux joueurs maladroits. La fête de Beltaine (le 30 avril - qui célèbre le début de la saison claire) est encore fêtée de nos jours en Touraine, grâce à l'association Les Feux de Beltaine qui organise chaque année un éco-festival costumé en l'honneur de cette fête.

#### En Suisse
À Islikon, village de la commune suisse de Gachnang (Thurgovie) perdure la tradition au dimanche de Laetare, de la construction en bois léger et en papier d'une petite tour coloriée assise sur un radeau de planches, comportant des transparents portant les symboles des astres, des chandelles allumées et une inscription « Fort mit licht » (« pars, lumière ! »). Le tout est posé sur l'eau et le courant entraîne les radeaux tandis que l'assistance chante en chœur : « Le ruisseau brûle/C'en est d'Islikon qui l'ont allumé/C'en est de Chefikon qui l'éteindront/Avec leurs cent mille grenouilles »,,.

#### En Kabylie
Avec l'entrée du printemps, la nature sort des rigueurs et des affres de l'hiver pour ouvrir la vie sur un nouveau cycle. Les végétaux éclosent à nouveau, la terre se couvre d'un tapis floral bariolé, la chaleur du soleil féconde les graines cachées dans le sous-sol gorgé d'eau.
Il est de coutume chez les berbères d'accueillir le printemps avec l'étonnement et la joie qui marquent toutes les naissances. Aussi, organise-t-on pour la circonstance un dîner particulier Imensi N'tefsut. C'est un moment de retrouvailles conviviales. Les villageois se réunissent dans des fermes et l'occasion mangent le couscous aux fèves (Amakfoule, Tchiwtchiw, Avissar). Le repas n'a pas de caractère rituel.
La tradition consacre, à l'accueil du printemps dans la matinée du premier jour de la nouvelle saison, un ensemble de gestes répétés depuis des lustres (Amagar n'tefsut). Les familles sortent dans les près pour y improviser des pique-niques, y organiser des jeux et surtout se rouler dans l'herbe à la gloire des divinités de la nature, fort nombreuses dans la cosmogonie berbère. Ce geste qui scelle la communion avec les éléments naturels a perdu son sens dans de nombreuses régions du pays, où la rencontre avec Tafsut est encore célébrée. On se roule dans l'herbe pour y prendre les couleurs les parfums et les odeurs de la terre et du tapis végétal.

#### Usages apparentés à Liberalia
Dans la Rome antique on fêtait le 17 mars Liberalia, les Libérales et qui s'apparentent aux usages que l'on retrouve actuellement en Pologne, en Roumanie, dans les Balkans et en Ukraine. Ainsi on jette ou jetait un gâteau au miel dans le foyer d'un autel consacré à Bacchus ou son équivalent, avec une liqueur, pour obtenir la fertilité de la vigne et du blé, puisque le gâteau était composé de miel, de farine et d'huile.

#### Autres fêtes d'équinoxe du printemps
- Schieweschlawe (Alsace, Allemagne, Suisse)
- Ostara

### Célébration du Solstice d'été

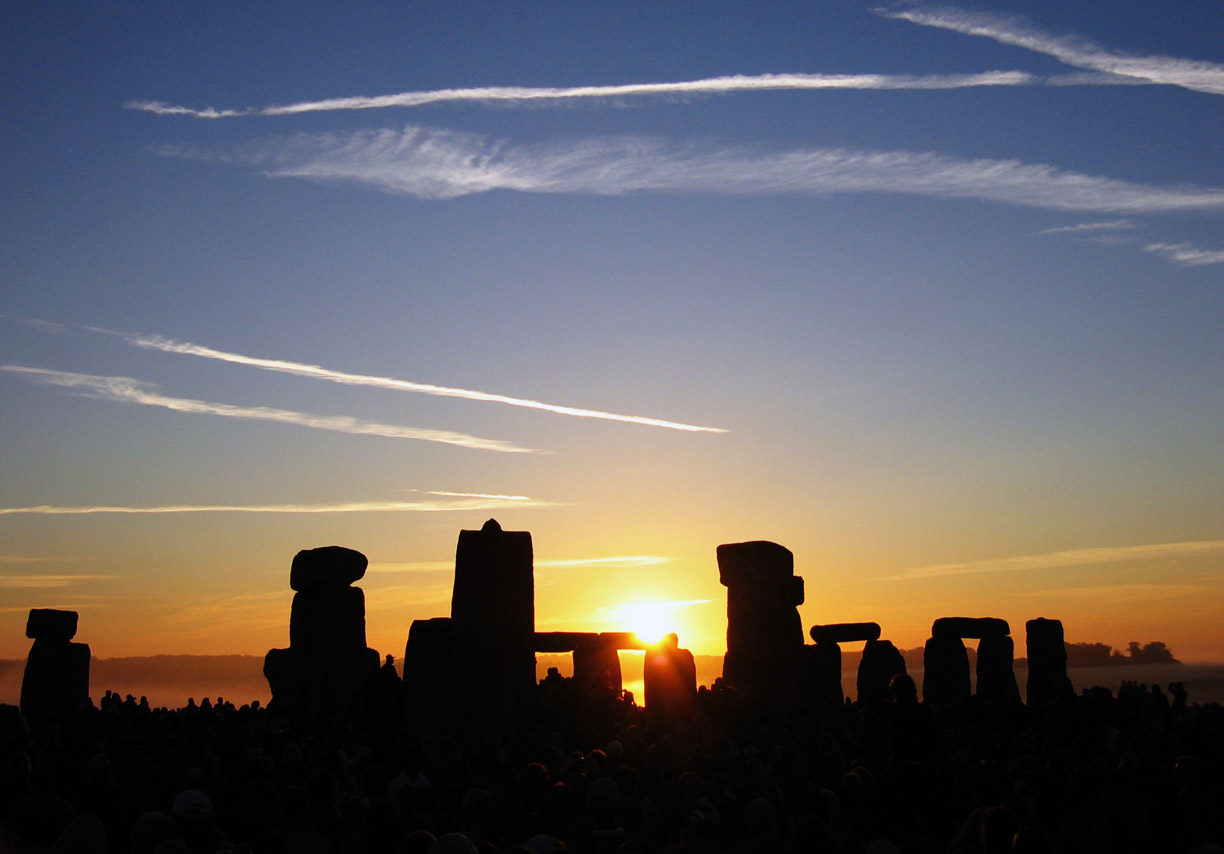
Lever de Soleil le jour du solstice d'été à Stonehenge en 2005.

Le solstice d'été marque la nouvelle année dans l'Égypte antique. À Stonehenge, des milliers de personnes se réunissent pour célébrer le passage à l'été.
La fête de la Saint-Jean en France, ainsi qu'au Québec (où c'est la fête nationale)  où l'on danse autour d'un grand feu est aussi une célébration du Solstice d'été.

### Célébration de l’Équinoxe d'automne
L'équinoxe d'automne, également appelé Mabon (celtique) est le moment où les jours et les nuits ont la même durée, un moment d'équilibre entre le jour et la nuit. C'est l'époque à laquelle de nombreux produits agricoles sont récoltés et les fêtes païennes sont des remerciement pour ces récoltes. Anciennement, le travail dans les champs et les vergers était éreintant, donc cette fête offrait l'occasion d'une pause bienvenue.

### Célébration du Solstice d'hiver
Le solstice d'hiver est également associé à un jour férié dans plusieurs cultures : les Saturnales romaines, la fête germano-scandinave de Yule, Kwanzaa pour certains afro-américains ; Sol invictus, sous l'Empire romain jour de naissance (ou anniversaire) du soleil, en latin dies natalis solis, remplacé ensuite par la fête de Noël.
Dans le néopaganisme, les célébrations des solstices correspondent à des fêtes religieuses importantes dans les mouvements druidiques et odinistes.
Dans les cultures tempérées, les solstices — comme les équinoxes — sont souvent utilisés pour définir les saisons : ils peuvent servir à délimiter le début de l'été et de l'hiver, ou bien à marquer le milieu de ces deux saisons.
En langue occitane, Noël se dit « Nadal », qui veut aussi dire natale ou bien naissance. En gascon, « Nadàu » a les mêmes sens Noël et natal. En langue provençale, Noël se dit « nouvéou », qui veut aussi dire nouveau.